# Stenhammar skans
Stenhammar skans i Flens socken och kommun i Södermanland är en fornborg från äldre järnålder. Den ligger inom Stenhammars naturreservat intill sjön Valdemaren mellan Katrineholm och Flen vid riksväg 55.

## Beskrivning
Borgen har antagligen varit en tillflyktsborg avsedd för tillfälligt skydd. Den har tre öppningar i muren. Ytan innanför murarna är öppen, utan spår av bebyggelse. Murarna är kallmurade, drygt en meter tjocka och ungefär lika höga. Kullens sidor utanför borgen sluttar ganska brant, varför borgen bör ha varit en ganska tacksam plats att försvara. Runt om sjön finns flera andra borgar av liknande typ. Det är tänkbart att de ingått i ett system av försvarsverk.